# 47 mm armata przeciwpancerna P.U.V. vz. 36
Armata przeciwpancerna P.U.V. vz. 36 kal. 47 mm (oznaczenie niemieckie 4,7cm Panzerabwehrkanone 36(t) – 4,7cm PaK 36(t)) – czechosłowacka armata przeciwpancerna z okresu II wojny światowej

## Historia
W latach 1935–1936 w czechosłowackiej wytwórni Škoda opracowana armatę przeciwpancerną kal. 47 mm oznaczoną fabrycznie jako Škoda A.6, która była rozwinięciem konstrukcji armaty przeciwpancernej kal. 37 mm. Już w 1936 roku rozpoczęto jej produkcję seryjną, przy czym pierwsza seria została sprzedana do Jugosławii, a następne znalazły się na wyposażeniu armii czechosłowackiej, otrzymała wtedy oznaczenie P.U.V. vz. 36. Do momentu zajęcia przez Niemcy Czechosłowacji wyprodukowano 775 armat tego typu.
Po zajęciu Czechosłowacji Niemcy kontynuowali produkcję tej armaty, która otrzymała oznaczenie 4,7cm Panzerabwehrkanone 36(t) (4,7cm PaK 36(t)) i produkcja trwała do 1942 roku, Niemcy wyprodukowali 485 armat tego typu.
Część armat została zastosowana przy budowie niszczycieli czołgów Panzerjäger I i 4.7 cm Pak (t) auf Pz.Kpfw. 35 R (f)

## Użycie
Armata P.U.V. vz. 36 znajdowała się na wyposażeniu armii jugosłowiańskiej oraz czechosłowackiej.
Po zajęciu Czechosłowacji Niemcy przejęli wszystkie armaty armii czechosłowackiej oraz wprowadzili do uzbrojenia jako 4,7cm PaK 36(t). Znalazła się ona na wyposażeniu dywizjonów niszczycieli czołgów w dywizjach piechoty. W 1943 roku armaty zaczęto wycofywać z jednostek bojowych.

## Amunicja
W armacie P.U.V. vz. 36 używano dwóch rodzajów pocisków: przeciwpancernych o masie 1,65 kg i odłamkowych o masie 1,5 kg. Pocisk przeciwpancerny miał zdolność przebicia pancerza o grubości 54 mm z odległości 100 m i 48 mm z odległości 500 m (kąt nachylenia płyty pancernej - 30°).
W 1941 roku do użycia wprowadzono pocisk podkalibrowy PzGr 40 o masie 0,825 kg, który miał zdolność przebicia pancerza o grubości 100 mm z odległości 100 m i 59 mm z odległości 500 m (kąt nachylenia płyty pancernej - 30°).